# Белошапочная горихвостка
Белошапочная горихвостка, или водяная горихвостка (лат. Phoenicurus leucocephalus) — азиатский вид воробьинообразных птиц из семейства мухоловковых (Muscicapidae), ранее выделялся в монотипический род Chaimarrornis.

## Описание
Белошапочная горихвостка размером примерно с краснобрюхую и красноспинную горихвостку. Длина тела — 19 см. Сложение сходно со сложением горихвосток, но хвост короче и более закруглен. Ноги довольно длинные. Щетинки у основания клюва сильно развиты.
Окраска у белошапочной горихвостки яркая. Темя у белошапочной горихвостки белое. Лоб, боковые части головы, плечевые, крылья, спина и вершины рулевых чёрные. Поясница, надхвостье, основания рулевых, подхвостье, брюхо и бока ржавчато-красные. У молодых птиц белые перья темени имеют черные каемки, чёрный цвет заменён буроватым, на спинной стороне тела у вершины перьев имеются охристые пестрины, брюшная сторона тела с темными основаниями перьев и бледными ржавчато-бурыми пестринами (иногда встречаются молодые птицы с черным брюхом и грудью). В отличие от самца краснобрюхой горихвостки, у водяной горихвостки крылья сплошь черные, окраска более яркая.
Водяная горихвостка при посадке часто приподнимает и опускает хвост, как это делают соловьи (черногрудая красношейка, варакушка). Эта особенность белошапочной горихвостки является присущим только ей признаком среди горихвосток. 
Пение наблюдается только в брачный период. Призывной голос - глубокий протяжный свист.

## Распространение
Этот вид распространён от востока Узбекистана, Таджикистана и Афганистана (недавно был зарегистрирован в Казахстане) восточнее через Гималаи до центрального и северо-восточного Китая, севера Мьянмы и севера Индокитая. Птицы обитают в субтропических и тропических лугах, умеренных лесах, также встречается близ болот, торфяников, топей, а также на каменных побережьях рек и ручьёв. В СССР была обнаружена только на Памире. 
Белошапочная горихвостка является оседлой птицей, но предпринимает сезонные вертикальные миграции. Осенняя миграция начинается в начале октября, когда горихвостки покидают свои основные местообитания в связи с наступлением неблагоприятных для жизни условий. В зимнее время года горихвостка спускается довольно низко и встречается до 900-1100 м. над уровнем моря. Во время зимовки горихвостки держатся одиночками и парами. С наступлением весны белошапочная горихвостка покидает места зимовок. Весенняя миграция происходит в конце февраля - начале марта и зависит от климатических условий отдельных лет.

## Образ жизни

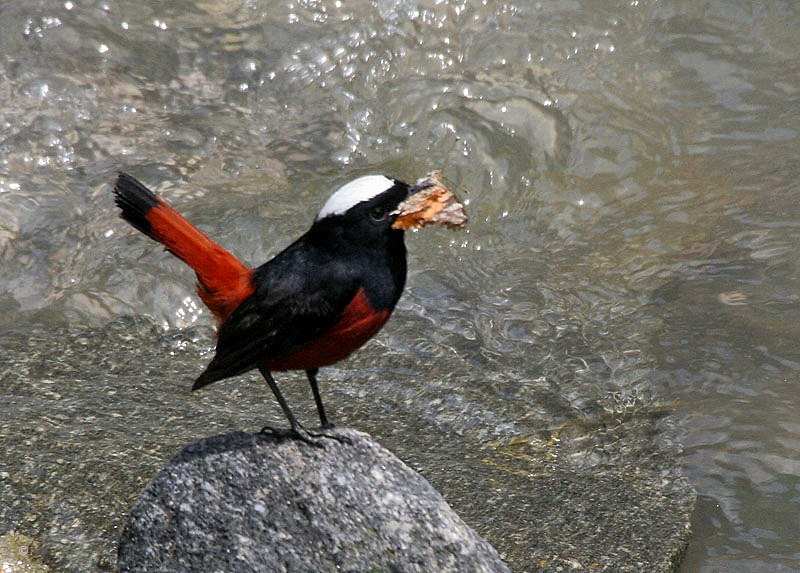
Белошапочная горихвостка с добычей

### Размножение
Сезон размножения проходит в основном с конца мая по июнь, но гнезда находили также и в августе. Пары у белошапочных горихвосток постоянные, по крайней мере, у старых птиц. Гнездо устраивает в норах на берегу или в скалах. Гнезда белошапочной горихвостки большие, по форме напоминающие миску, сделаны из мха, стебельков травы и другого материала и выстланы волосами. В кладке обычно 3-4 (очень редко 5) палево-голубых или палево-зеленых с красновато-бурыми пятнами яиц. Размер их в среднем составляет 24.6 X 16.8 мм. Насиживает птенцов исключительно самка. Насиживание продолжается примерно около двух недель и столько же птенцы остаются в гнезде.

### Питание
Питается горихвостка в летнее время муравьями, саранчовыми, мелкими пауками, двукрылыми, жуками и другими насекомыми. Зимой употребляют в пищу ягоды боярышника, дикую вишню, шиповник и другие плоды деревьев и кустарников, произрастающих по берегам горных рек.